# NGC 947
NGC 947 (również PGC 9420) – galaktyka spiralna z poprzeczką (SBc), znajdująca się w gwiazdozbiorze Wieloryba. Odkrył ją John Herschel 10 listopada 1835 roku.